# Porotrichum gymnopodon
Porotrichum gymnopodon là một loài rêu trong họ Neckeraceae. Loài này được (Taylor) Mitt. mô tả khoa học đầu tiên năm 1869.